# Skandławki

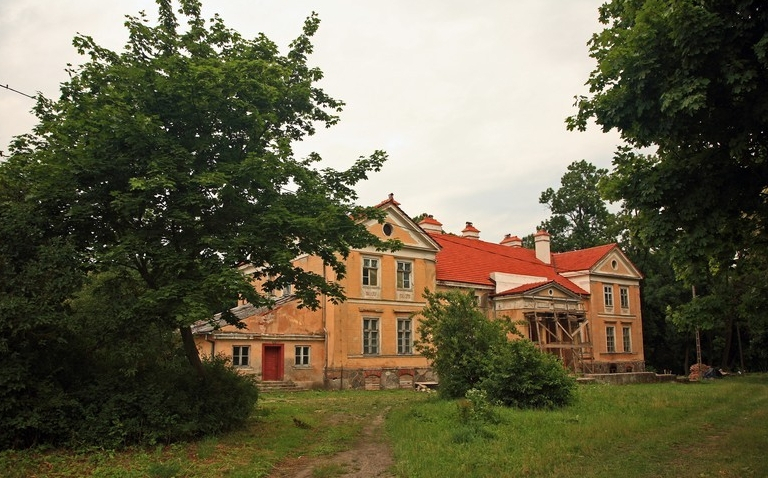
Skandławki

Skandławki (niem. Skandlack) – osada w Polsce położona w województwie warmińsko-mazurskim, w powiecie kętrzyńskim, w gminie Srokowo.
W latach 1975–1998 miejscowość administracyjnie należała do województwa olsztyńskiego.

## Historia wsi
W roku 1817 był tu majątek szlachecki, w którym było 12 domów i 187 mieszkańców. Przed 1945 rokiem właścicielką majątku była Gertruda Siegfried, a majątkiem zarządzał jej syn Joachim. Majątek w tym czasie miał powierzchnię 505 ha.
Po II wojnie światowej majątek został upaństwowiony, przed likwidacją PGR wchodził jako obiekt produkcyjny w skład PGR Jegławki.

## Zabytki
Do wojewódzkiego rejestru zabytków wpisane są obiekty:
- zespół pałacowy: 
  - pałac, 1844, klasycystyczny, parterowy, z pierwszej połowy XIX w., wybudowany według planów znanego architekta niemieckiego – Leo von Klenze (przedstawiciel romantyzmu historycznego w architekturze niemieckiej) dla rodziny Siegfried, która mieszkała tu do 1945. Posiada niski portyk i piętrowe ryzality zewnętrzne[4]. Obecnie pałac jest własnością prywatną[5].
  - park, 2 poł. XIX.

## Inne
W 1965 do Skandławek w ramach repatriacji z ZSRR trafiła rodzina Klimowiczów. Jej znany przedstawiciel to Cyryl Klimowicz. Rodzina ta po kilku miesiącach przeniosła się do Leśnego Rowu.
W roku 1970 w Skandławkach było 104 mieszkańców.